# ويلي ريفاس
ويلي ريفاس (بالإسبانية: Willy Rivas)‏ هو مدرب كرة قدم ولاعب كرة قدم بيروفي في مركزي الدفاع، ولد في 4 يونيو 1985 في سان فيسينتي دي كانيتي في بيرو. شارك مع منتخب بيرو لكرة القدم. أما مع النوادي، فقد لعب مع خوان أوريتش وسبورت أنكاش وغورنيك زابجه ونادي سبورتينغ كريستال ونادي ميلغار أريكيبا ونادي يونيفرسيتاريو.

## وصلات خارجية
- ويلي ريفاس على موقع قاعدة بيانات كرة القدم.إي يو (الإنجليزية)
- ويلي ريفاس على موقع ناشيونال فوتبول تيمز (الإنجليزية)
- ويلي ريفاس على موقع Soccerway.com (الإنجليزية)